# Tier One
Tier One ist der Name für das erste kommerzielle, private Raumfahrtprojekt der Firma Scaled Composites, das den Ansari X-Prize gewann. Der Chefentwickler war Burt Rutan. Finanziert wurde das 25 Millionen Dollar teure Projekt von Microsoft-Mitgründer Paul Allen.
Das System besteht aus mehreren Komponenten. Ein Trägerflugzeug bringt den Raumgleiter auf 15 Kilometer Höhe, dort wird er ausgeklinkt und mit einer Raketenstufe auf eine Flughöhe von 100 Kilometern gebracht. Der Raumgleiter bietet Platz für einen Piloten und zwei Passagiere. Die ersten Testflüge Ende 2003 und Anfang 2004 waren erfolgreich, so dass am 21. Juni 2004 zum ersten Mal ein privates Verkehrsmittel die 100-Kilometer-Grenze zum Weltraum passiert hat. Das Transportflugzeug trägt den Namen White Knight, der Gleiter heißt SpaceShipOne.